# عبد العظيم الشناوي
عبد العظيم الشناوي (1939 – 2020) ممثل ومؤلف ومخرج وإعلامي مغربي، من مواليد الدار البيضاء، يعتبر الشناوي من أبرز الأسماء الفنية في المغرب اعتباراً من كونه بدأ مسيرته الفنية في الخمسينيات حيث يعتبر من أول الأسماء التي خاضت تجربة الإشهار في المغرب إضافة إلى أنه اشتغل في التليفزيون قبل إنشاء التلفزيون المغربي سنة 1962 حيث اشتغل في شركة TELMA وهي شبكة تلفزيونية فرنسية كانت تبث في فترة الإستعمار لكن ورغم بدايته في التلفزيون إلا أنه اشتغل بعد ذلك في الإذاعة الوطنية كما كان من بين أول الإعلاميين في قناة ميدي 1 منذ إنشائها سنة 1980.
سنة 1959 اتجه إلى مصر لدراسة السينما حيث درس لمدة سنة واحدة لكن بعد عودته إلى المغرب اكتشف أنه لاتوجد سينما في المغرب الشي الذي دفعه إلى تأسيس فرقة الأخوة العربية سنة 1961 وهي فرقة مسرحية تخرج منها عدد كبير من الأسماء التي أصبحت فيما بعد من الأسماء المعروفة في الساحة الفنية المغربية كمحمد مجد، عبد القادر لطفي، صلاح الدين بنموسى، مصطفى الزعري، عبد اللطيف هلال وأسماء أخرى.
توفي يوم الجمعة 10 يوليو 2020 بالدار البيضاء بعد صراع طويل مع المرض

## البداية
عبد العظيم الشناوي، الذي ترعرع بحي مقاوم هو درب السلطان، الفنان الذي يجر خلفه تاريخا غنيا بالعطاء ابتداء من مسرحية «الصيدلي» التي ألفها وقدمها برفقة أعضاء من فرقة مغمورة بمدينة الدار البيضاء والتي لفتت موهبته نظرَ فنان كبير كالطيب لعلج لتصبح ضمن فرقته المسرحية ابتداء من نهاية الخمسينيات من القرن الماضي 

## في سطور
عبد العظيم الشناوي الذي ترعرع في درب السلطان وتشبع فيه بحب الحياة والمسرح والوطنية، وجد نفسه منخرطا في خضم هذه الحركية وكان أن التحق بفرقة البشير لعلج الذي أعجب به بعد أن شاهد عرضا له من تأليفه بعنوان “الصيدلي” قدمه رفقة فرقة مغمورة من درب السلطان.
وقضى الشناوي رفقة البشير لعلج بضع سنوات، نهاية الخمسينات وبداية الستينات، قدم فيها عشرات العروض المسرحية بسينما فيردان أو الكواكب، إضافة إلى جولة مسرحية بتونس رفقة بعثة من الفنانين المغاربة منهم أعضاء “جوق المتنوعات” وبعض الفنانين منهم محمد فويتح والمعطي بنقاسم إضافة إلى وردة الجزائرية والتونسي علي الرياحي.
في أواخر سنة 1959 أتيحت لعبد العظيم الشناوي فرصة للدراسة بمصر، فاختار دراسة السينما، خاصة أن المسرح كان قد أخذ مبادئه بشكل تطبيقي من خلال عشرات العروض التي قدمها رفقة فرقة “الكواكب” لصاحبها البشير لعلج.
وقضى الشناوي سنتين بالقاهرة حصل فيها على دبلوم في الإخراج السينمائي، 
وبعد عودته أسس، رفقة آخرين، فرقة “الأخوة العربية” سنة 1961، التي ستشهد التحاق ثلة من الأسماء التي ستطبع مشهد التمثيل بالمغرب، منهم عبد اللطيف هلال ومحمد مجد والزعري والداسوكين وعبد القادر لطفي وسعاد صابر وزهور السليماني وصلاح ديزان وخديجة مجاهد….
وقدمت فرقة “الأخوة العربية” أزيد من 18 مسرحية منها “الطائش” و”الحائرة” وانكسر الزجاج” جلها من تأليف وإخراج عبد العظيم الشناوي كما ذاع صيتها كثيرا في الأوساط البيضاوية خاصة خلال مرحلة الستينات.
وخلال عقد السبعينات سيرتبط عبد العظيم الشناوي بالتلفزيون من خلال العديد من البرامج الرائدة إذ قدم خلال 77 و78 و79 خمسة برامج منها “فواكه للإهداء” و”مع النجوم” و”نادي المنوعات” و”قناديل في شرفات الليل”… 
وستعرف سنة 1980 منعطفا جديدا في مسار عبد العظيم الشناوي الذي التحق بإذاعة “ميدي 1” التي أنشئت لتوها، وولجها على أساس أن يقضي فيها سنتين، كما هو مسطر في العقد، فتحول الأمر إلى عشرين سنة، قدم فيها أزيد من 50 برنامجا إذاعيا أولها برنامج “الفن في العالم” وآخرها برنامج إذاعي وثائقي حول “الحرب العالمية الثانية”.
وانطوت مرحلة “ميدي 1” بالنسبة إلى عبد العظيم الشناوي بما لها من إيجابيات بحكم أنه أثبت نفسه فيها صوتا إذاعيا، وسلبيات لأنها أبعدته عن خشبة المسرح والتمثيل مدة طويلة، قبل أن ينعتق من ربقة العمل الإذاعي والتزامتاته المضنية، فعاد إلى التلفزيون مجددا عبر برنامج “حظك هذا المساء” على القناة الثانية، ثم إلى المسرح من خلال مسرحية استعراضية من تأليف عبد العزيز الطاهري بعنوان “بين البارح واليوم”.وفي السنوات الأخيرة وفي غمرة انتعاشة السينما المغربية تذكر عبد العظيم الشناوي “دبلومه القديم” في السينما، وشرع في مغازلة الكاميرا وكان أول الثمار شريط قصير بعنوان “المصعد الشرعي” والبقية تأتي.

## روابط خارجية
- عبد العظيم الشناوي على موقع IMDb (الإنجليزية)
- عبد العظيم الشناوي على موقع قاعدة بيانات الأفلام العربية